# Gemeindekatechese
Mit Gemeindekatechese wird eine katechetische Praxis in der römisch-katholischen Kirche bezeichnet, wonach per se jede ihrer Gemeinden zuständig für die Weitergabe des Glaubens und Ort der Einübung ihres Glaubens sind. Die Ende der 1960er-Jahre entstandene gemeindekatechetische Bewegung sieht sich als Ergänzung zur Familie als Lernort des Glaubens und zum schulischen Religionsunterricht. (In der evangelischen Kirche wird für diese Praxis hingegen bereits seit den 1970er-Jahren der Begriff Gemeindepädagogik genutzt.)

## Theologischer Hintergrund und Ursprung
Das Zweite Vatikanische Konzil verstand die Kirche neu als Volk Gottes auf dem Wege. Im Abschlussdokument der römischen Bischofssynode von 1974 heißt es entsprechend:

„Es ist Sache des ganzen in der Kirche durch Gottes Wort und Eucharistie vom Heiligen Geiste versammelten Volk Gottes, das Evangelium zu verkünden, und niemand, der wirklich Christ sein will, darf sich von diesem Auftrag als dispensiert betrachten, sondern muss ihn in der ihm geziemenden Weise und in der Gemeinschaft mit seinem Hirten erfüllen.“

Die Gemeinsame Synode der Bistümer in der Bundesrepublik Deutschland formulierte zur selben Zeit in ihren Arbeitspapier „Das Katechetische Wirken der Kirche“: 

„Träger des katechetischen Dienstes sind nicht zuerst die Inhaber bestimmter Ämter, sondern die Gläubigen in ihrer Gesamtheit, allerdings in Verbindung mit den Amtsträgern: der Bischof hat die katechetische Arbeit nicht nur zu überwachen, er muss sie fördern und ihr den Freiheitsraum sichern, der für ihre Wirksamkeit notwendig ist. Entsprechendes gilt für den Pfarrer in der Gemeinde.“

Die Synode formulierte ihre Texte zu einem Zeitpunkt, als – angestoßen von der Volk-Gottes-Theologie des II. Vatikanischen Konzils – in immer mehr Gemeinden vor allem in Deutschland und Österreich gemeindekatechetische Modelle entstanden und erprobt wurden.
Gemeindekatechese versteht sich als kommunikativer Lernprozess, in dem die Betroffenen – Katecheten und Teilnehmende – gemeinsam Lebens- und Glaubenserfahrungen machen und darüber ins Gespräch kommen. Auch Elemente von Feier und Liturgie in der Klein- und Großgruppe werden einbezogen, gemäß dem Dreischritt Leben – Deuten – Feiern. Die erwachsenen Katecheten werden motiviert, sich selbst mit ihrem eigenen Glauben im Lebenszusammenhang auseinanderzusetzen.

## Felder der Gemeindekatechese
Ihre Verbreitung fand die Gemeindekatechese hauptsächlich in der Sakramentenpastoral. Am häufigsten wird sie bei der Vorbereitung von Kindern und Jugendlichen auf die Erstkommunion und Erstbeichte und den Empfang des Sakraments der Firmung (Firmkatechese) sowie in der begleitenden Elternarbeit („Glaubensgespräche mit Eltern von Erstkommunionkindern“) praktiziert.
Über die Kinderkatechese hinaus wurden gemeindekatechetische Arbeitsformen erprobt in der Taufpastoral und Ehepastoral. Eltern und Paten eines zu taufenden Kindes beziehungsweise Brautpaare werden zu vorbereitenden Gesprächen eingeladen, die nicht als „Unterricht“ mit Referaten von Fachleuten konzipiert sind; nicht mehr der Priester oder hauptamtliche Seelsorger ist alleiniger Gesprächspartner, sondern hinzu kommen katechetisch interessierte Gemeindemitglieder auf dem Hintergrund ihrer eigenen Glaubenserfahrung in Ehe und Elternschaft.
Auch gemeindekatechetisch geprägte Glaubensgespräche mit Senioren, mit Eltern von Kleinkindern und mit Jugendlichen wurden entwickelt. Dabei werden bestehende Arbeitsfelder und Institutionen wie Kindertagesstätten, Seniorengemeinschaften oder Jugendverbände mit einbezogen. So soll vermieden werden, dass Gemeindekatechese ein isoliertes pastorales Handlungsfeld neben anderen ist.

### Praxis
Für die Kinder- und Jugendkatechese werden in der Gemeinde ehrenamtliche Laien gewonnen, die jeweils allein oder zu zweit eine Kleingruppe von sechs bis acht Kindern oder Jugendlichen bei der Vorbereitung auf den Empfang der Erstkommunion oder der Firmung begleiten. Häufig sind dies Eltern von Kindern, die vorbereitet werden. Dafür hat sich in der Erstkommunionvorbereitung der Begriff Tischmutter gebildet, weitere Begriffe sind Firmhelfer oder Laienkatecheten. Die Rekrutierung dieser Katecheten ist Aufgabe der ganzen Gemeinde, insbesondere auch der hauptamtlichen Seelsorger. Diese bereiten die Katecheten auf die Arbeit mit den Kindern vor, stellen die Materialien zur Verfügung und begleiten sie in Form von regelmäßigen Treffen, aber auch in längerfristiger Seminararbeit. In mehreren Bistümern wurden hierzu wiederholt theologische Seminare durchgeführt.
Die Katecheten bringen in der Regel keine beruflichen Erfahrungen und ebenfalls keine theologischen Vorkenntnisse mit. Erwartet wird Interesse und Bereitschaft, sich auf einen authentischen Weg zum Glauben einzulassen, die eigenen Lebenserfahrungen daraufhin zu reflektieren und mit anderen zu kommunizieren.
Die Sakramentenkatechese erfolgt meist in Form wöchentlicher Treffen der einzelnen Kleingruppen, nicht selten auch in der Wohnung der Katecheten. Zur Gestaltung dieser Treffen durch die ehrenamtlichen Katecheten wurden vielfältige Arbeitshilfen mit Gesprächsmodellen und Arbeitshinweisen entwickelt. Hinzu kommen Elemente in der Großgruppe aller Sakramentenbewerber: Gottesdienste, Feste oder auch gemeinsame Wochenendfreizeiten.

## Kritik und Weiterentwicklung
Alle Christen tragen Verantwortung für die Katechese. Dies führt in der Konsequenz zur „Entprofessionalisierung“ der Katechese. Die hauptamtlichen Seelsorger sollten die ehrenamtlichen Mitarbeiter unterstützen, um eine „falsche Professionalisierung“ zu vermeiden. Die Aufgabe der hauptamtlichen Seelsorger liegt darin, die Ehrenamtlichen zu gewinnen, vorzubereiten und zu begleiten, gewissermaßen als „Katechet der Katecheten“. Dies kann eine wirksame Form der Erwachsenenkatechese sein. In der Praxis ist jedoch nicht selten das Gegenteil zu beobachten: „Viele Ehrenamtliche verstehen sich als Helfer oder „verlängerter Arm“ der Priester und hauptamtlichen Seelsorger in der Gemeinde. Dieser Aspekt wird verstärkt, wenn Priestermangel als Hauptmotiv für die Gemeindekatechese in der Vordergrund gestellt wird.“ In manchen Gemeinden hat sich ein fester Kreis von Ehrenamtlichen für die Aufgaben der Katechese gebildet, bei dem stillschweigend ein intaktes Glaubensleben vorausgesetzt wird.
Neue Überlegungen gehen davon aus, dass die Weitergabe des Glaubens grundlegender ansetzen muss und nicht mehr die Einbettung in volkskirchliche Gemeindestrukturen und nennenswerte Erfahrungen mit christlichem Glauben voraussetzen kann (Evangelisierung). Als Weg dazu wird eine mystagogische Katechese vorgeschlagen: „Menschen sind eingeladen, die eigene Lebensgeschichte immer tiefer als Glaubensgeschichte, d. h. als Leben in Beziehung zu Gott, verstehen zu lernen.“ Im mystagogischen Prozess werden Sakramente „als Höhepunkte und Verdichtungen der Geschichte Gottes mit den Menschen“ erschlossen; diese Erfahrung in und durch die Feier der Sakramente solle „zur Weckung und Vertiefung des Glaubens beitragen“.